# Австралійська література
Австралійська література (англ. Australian Literature) — англомовна література, що творилася й твориться на теренах Австралії.

## Історія

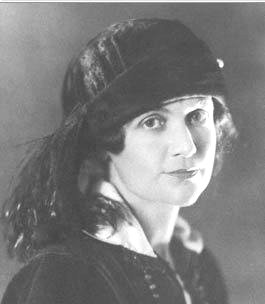
Австралійська поетеса Доротея Маккеллар (1885—1968). У своїй поезії відкидала євроцентризм, характерний для її часу, проголошуючи: I love a Sunburnt Country (Люблю країну, опалену сонцем).

Більше 200 років історії австралійської літератури прийнято поділяти на три періоди її розвитку:
- Колоніальна або англо-австралійська епоха (1788—1880);
- Національна епоха (1880—1920);
- Модерна епоха (1920 — до сьогодні).

### Колоніальна епоха (1788—1880)
Першими літературними пам'ятками Австралії є мемуари та подорожні нотатки Джона Вайта (1756—1832), Воткіна Тенча (1758—1833) та Девіда Коллінза (1756—1810), які були офіцерами першого конвою кораблів, що заснував у 1788 році колонію каторжан Сідней Ков.
Джон Таккер у своїх романах тематизував тяжке життя каторжан: романи «Квінтус Сервінтон», «Генрі Сейвері», «Пригоди Ральфа Решлі».
Перші поетичні твори, написані на австралійському континенті, були за жанром баладами. Вони розвивали традицію англійських та ірландських балад того часу. Головною темою перших балад було захоплення вільним життям втікачів-каторжан та так званих буш-рейнджерів (шляхетних розбійників). Гіркий гумор та сарказм цих творів ставили під сумнів моральні устої колоніального суспільства. Колоніальна лірика перших 50 років майже незмінно орієнтувалася на теми й стилі класицистичної епохи Англії. Першими ліріками були Чарльз Томпсон (1806—1883) та Чарльз Вентворт (1790—1872). Пізніше з'явилися теми суворої, небезпечної для людини природи та її екзотизму.
Видатним поетом цього періоду був Чарльз Гарпур (1813—1868). Поезія Гарпура, нащадка ірландських каторжан, сповнена тираноборськими мотивами, близькими до творчості Джона МІльтона та раннього Вордсворта. Особливе значення має його пейзажна лірика. За життя Гарпур опублікував лише невелику частку свого доробку, 25 рукописних томів зберігаються досі в Мітчелівській бібліотеці Сіднею.
Для поезії іншого видатного поета Генрі Кендалла (1839—1882) характерна інтерпретація топографічно-геологічних феноментів зовнішнього світу як символічного віддзеркалення його душевних настроїв. Пейзажі Кендалла наділені філософського, часом містичного сенсу. Він намагався висловити таким чином певну дизгармонію свого внутрішнього світу, гіркоту розчарування, яку спізнав у пошуках прекрасної утопії. Найцікавіші його збірки: «Гори», «В Перу», «Лейчгардт».

### Національна епоха (1880—1920)

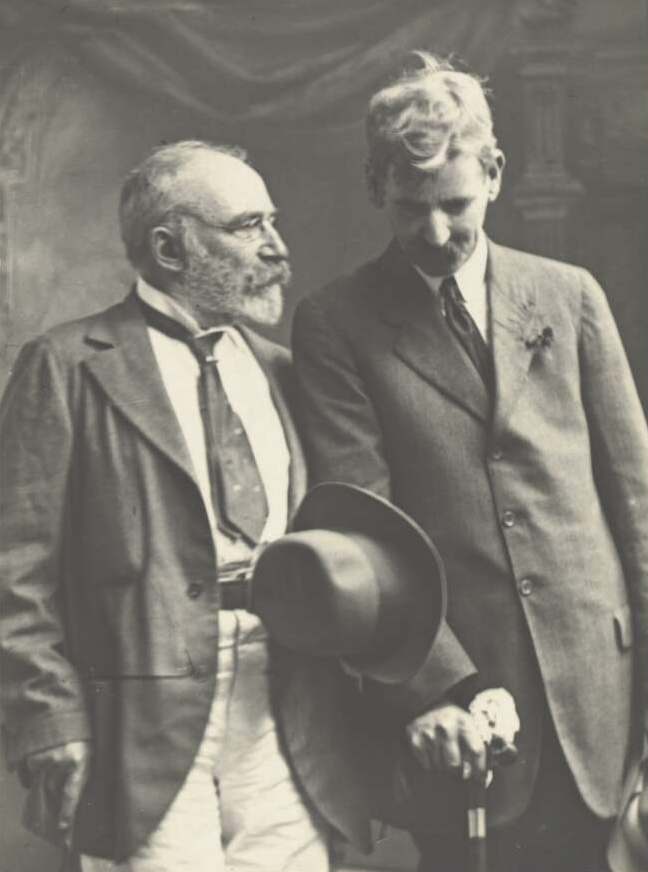
Генрі Ловсон (праворуч) та Жуль Франсуа Арчібальд, засновники журналу The Bulletin

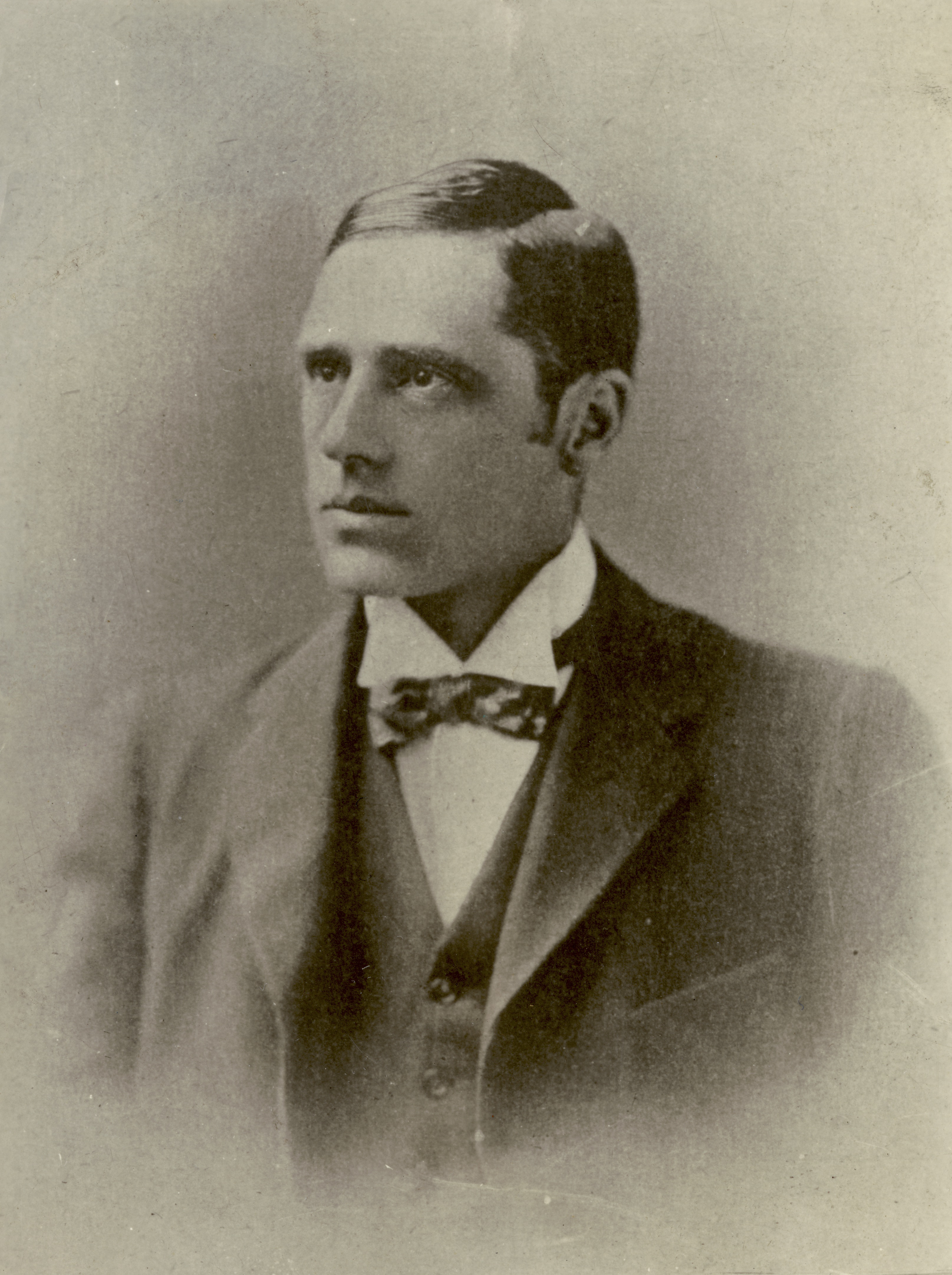
Ендрю Бартон Петерсон, псевдонім Банджо

Національну епоху австралійської літератури відкрив тижневик «Бюлетень» (англ. The Bulletin), заснований Жулем Франсуа Арчібальдом та Альфредом Говером Стефенсом. Програмними засадами цього часопису були соціальна ангажованість, радикально-демократичне спрямування, інтерес до життя простих робітників, відкидання англійського впливу на австралійську літературу. Типовими темами часопису були життя в буші (внутрішні, віддалені від узбережжя землі Австралії) та сільські ідеали, а також цінності чоловічої дружби (mateship) й чоловічості та рівності простих людей. Завдяки «Бюлетеню» набули популярності такі поети, як Ендрю Бартон Петерсон, псевдонім Банджо (1864—1941) зі своїми баладами про буш та Чарльз Бреннан і Дж. Нейлсон, які більше орієнтувалися на англійський та французький естетизм і символізм.
Зразком громадянської лірики може слугувати поезія Генрі Ловсона (1867—1922). Поезії написані в ритмі маршевих пісень з характерним революційним пафосом та соціальним оптимізмом. Певна декларативність його поезій поєднується з революційним оптимізмом та національно-патріотичними мотивами.

### Модерна епоха (1920— до сьогодні)
З початку 1920-х років австралійська література ставала дедалі відкритішою до європейських і американських літературних течій. Особливо велику роль в рецепції нових течій і напрямків відіграли літературні журнали Австралії, такі як «Візія» (англ. Vision, з 1923), але й пізніші видання: «Meanjin Papers» (з 1940), «Angry Penguins» (1940—1946).
Заснований Рексом Інгамеллсом рух Джиндіворобак в Аделаїді закликав до переоцінки культури австралійських аборигенів та пошуку самостійного голосу для австралійської літератури.
В ліриці потяг до відкритості позначився на творчості таких поетів, як К. Маккензі, Джеймс МакОлей, Алек Деруент Хоуп, для яких характерні конкретно-чуттєві вірші про явища реального світу. Юдіт Райт, Френсіс Вебб та Брюс Дейв тяжіли до пейзажно-символічної лірики та особистісної поезії. Розмарі Добсон та Р. Д. Фіцджеральд зверталися в поезії до історичної тематики.
У 50-і роки з'явилася так звана поетична школа Мельбурнського університету (англ. Melbourne University Poets), чільними представниками якої були Вінсент Баклей, Рональд Сімпсон, Кріс Воллес-Кребб, Івен Джонс, Ноель Макейнш, Андрю Тейлор. Представники цієї школи надавали перевагу текстам, багатим на асоціації, багатозначності, складним формам та інтелектуальним алюзіям.
Австралійський роман XX століття зазнав впливу філософських і літературних течій Європи й США. Важливими темами романів були психологічні описи внутрішнього світу людини, дослідження витоків австралійського суспільства. Типовим для 20-х років був роман Г. Річардсона «Доля Річарда Магоні», в якому інтерес до минулого поєднувався з темою душевної безбатьківщини. Подібні тенденції помітні і в творах інших прозаїків: М. Бойд, Браян Пентон, Марджорі Бернард, Флора Елдершоу.
Пікарескний роман представлений творчістю Мілза Френкліна, Венса Палмера, Крістіни Стід.
Соціально-критичні теми, зокрема тема життя в передмістях, цікавили таких романістів, як Кетрін Прічард, Френк Делбі Девідсон, Леонард Менн, Френк Гарді. Сатиричне висвітлення соціальних проблем характерне для творів К. Герберта, Самнера Лока Елліотта, К. Маккензі.
У 1973 році Нобелівською премією з літератури був відзначений прозаїк Патрік Вайт. Близькими до нього за австралійським контекстом та стилістикою були твори Р. Шоу, Крістофера Коха, Гала Потера.
Австралійське оповідання зазнало нового розквіту в 40-і роки XX століття. Для австралійського оповідання цього періоду характерний вплив стилістики Джеймса Джойса, Ернеста Гемінгвея та Джона Дос Пассоса. Важливими для розвитку жанру оповідання були щорічні антології From Coast to Coast, які видавав Венс Пальмер. Найважливіші автори оповідань: Теа Естлі, Мюррей Бейл, Мерджорі Бернард, Гевін Кесі, Пітер Кован, Френк Моргауз, Венс Палмер, Гал Потер, Крістіна Стід та інші.
Самостійна австралійська драма розвинулася лише в модерну епоху. Важливі теоретичні й практичні імпульси розвитку драми дав Луїс Ессон (1879—1943). Важливі драматурги Австралії: Кетрін Прічард (насамперед політична драма), Вен Палмер («Чорний кінь», 1924), Бетті Роланд, Генрієтта Дрейк-Брокман, Девід Вільямс, Александ Бузо, Джон Ромеріль, Дороті Х'юветт, Ален Сеймур, Пітер Кенна, Том Хангерфорд, Томас Шепкотт.

## Австралійська література і Україна
2011 року Україну відвідав австралійський поет Лес Вікс з творчим візитом. У видавництві «Крок» вийшла невелика книжка поета в українських перекладах. Також під час Форуму видавців поет представив українсько-австралійську антологію «AU/UA: Сучасна поезія Австралії та України», яку він уклав спільно з  українськими поетами Юрієм Завгороднім та Григорієм Семенчуком.

## Літературні нагороди Австралії
- Anne Elder Award
- The Australian/Vogel Literary Award
- Children's Book Council of Australia
- Ditmar Award Science Fiction (includes Fantasy & Horror)
- Kenneth Slessor Prize for Poetry
- Mary Gilmore Prize for a first book of poetry
- Премія Майлз Франклін[en]
- New South Wales Premier's Literary Awards
- Премія Патріка Вайта (Patrick White Award)
- Prime Minister's Literary Awards
- Queensland Premier's Literary Awards
- Victorian Premier's Literary Award
- Western Australian Premier's Book Awards